# 麻生レミ
麻生 レミ（あそう れみ、1944年3月5日 - ）は、日本の歌手、ギタリスト。初期の芸名は麻生京子。日本の女性ロック・ボーカリストの草分け的存在で、ソウルフルな歌唱から「和製ジャニス」とも呼ばれた。

## 来歴
東京都出身。本名は土生（はぶ）京子。
1960年頃より、ジャズ喫茶などで演奏していたブルーコメッツにボーカルとして参加するようになる。
1962年、日本コロムビア主催のコンテストにて最優秀賞を受賞し契約。同年、麻生京子の芸名で「ハンガリア・ロック」でソロ・デビューし、主に洋楽ポップスの日本語カヴァー曲をリリースする。
1965年、エレキ・バンドのブルー・ファイアに迎えられ、麻生京子とブルー・ファイアを結成し、ブルーコメッツの前座や、同年秋から放送された「エキサイト・ショー」でレギュラーをつとめた。
1967年、麻生レミと改名し、内田裕也とザ・フラワーズにボーカリスト兼サイド・ギタリストとして参加。同バンドは1969年に『Challenge!』をリリース。本アルバムは「左足の男」1曲を除き全て洋楽のカヴァーで、麻生はジャニス・ジョプリン、ジェファーソン・エアプレインなどのカヴァーを歌っている。また同バンドは、映画出演も行った。
同年秋、ザ・フラワーズを脱退し、活動拠点をアメリカに移して、日本でのライヴも行う。
1971年1月、オールジャパン・ロックフェスティバルに村八分、頭脳警察らと出演。4月にはアメリカで麻生レミ(LEMI ASO)＆WYNDを結成する。同年7月、来日したグランド・ファンク・レイルロードのオープニング・アクトとして帰国するが、WYNDがビザの関係で入国できなかったので、PYGのメンバーや山内テツらにバックバンドをつとめてもらって、ジョプリンのカヴァーを中心に歌った。
1976年、井上堯之ウォーターバンドをバックに迎えて、ワーナーミュージック・ジャパンより初のソロ・アルバム『オウン・ラインズ』をリリース。ジャズ・シンガーとしての一面も見せた。1978年、陳信輝をギターに迎え、カナダで録音された『ザ・ビギニング』をリリース。 その後、アメリカでライヴを中心に活動した。
2016年の時点では、カナダ在住。

## ディスコグラフィ

### アルバム
- オウン・ラインズ (1976年)
- ザ・ビギニング (1978年)
- カルトGSコレクション 日活編~麻生レミ/フラワーズ (2006年) ※オムニバス・アルバム
- ハンガリア・ロック　コロムビア・イヤーズ　コンプリート・コレクション (2014年) ※コンピレーション・アルバム

### シングル

#### 麻生京子
- ハンガリア・ロック (1962年) （オリジナル「Franz List Twist」）
- カッコいい彼氏 (1962年) （オリジナル「Gonna Git That a Man」）
- 恋をしましょう (1962年) （オリジナル「Let's Talk About Love」）
- くちびるに太陽 (1963年) （オリジナル「The Life of the Party」）
- 太陽よりも彼 (1963年) （オリジナル「Blow Out The Sun」）
- ミスター・ベース・マン (1963年) （オリジナル「Mr. Bass Man」）
- あたしのベイビー (1963年)（オリジナル「Be My Baby」）

#### 麻生京子とブルー・ファイア
- ダイナマイト(1965年) ※ソノシート、コンピレーション [注釈 4]

#### 麻生レミ
- 美しく燃えながら (1978年)（原題「One Thing That Beats Failin'」）